# Henric Skoog
Henric Skoog (* 17. Juni 1996) ist ein schwedischer Automobilrennfahrer.

## Karriere
Henric Skoog begann seine Motorsportkarriere im Renault Junior Cup Schweden. Dort fuhr er von 2010 bis 2012 und wurde in seinem letzten Jahr in der Rennserie Meister.
2013 ging er eine Saison im Renault Clio Cup JTCC an den Start und beendete diese mit dem fünften Platz. Danach wechselte er für zwei Jahre in den Renault Clio Cup Schweden. 2014 wurde er dort Vizemeister und im folgenden Jahr gewann er die Meisterschaft.
Parallel dazu startete er 2014 und 2015 im Renault Clio Cup Central Europe, die er 2015 mit einem dritten Platz in der Gesamtwertung beendete.
Seine ersten GT-Renneinsätze sammelte er 2013 und 2014 in der Swedish GT Series. 2014 wurde er mit einem Porsche 911 GT3 Cup (Typ 997) Vierter in der GTA-Wertung.
Mit der Saison 2016 stieg Skoog in den Porsche-Markenpokalen ein. 2016 und 2019 fuhr er im Porsche Carrera Cup Skandinavien. Sein bestes Gesamtergebnis erreichte er 2016 mit dem fünften Gesamtplatz.
Im Porsche Carrera Cup Deutschland startete er von 2016 bis 2019 und erzielte in seinem letzten Jahr in der Serie mit dem siebten Rang seine beste Gesamtplatzierung. Daneben ging er von 2016 bis 2019 zu einzelnen Rennen im Porsche Supercup an den Start.
In der Saison 2020 fuhr er mit einem BMW M6 GT3 für das Team Schubert Motorsport in der ADAC GT Masters. Mit seinem Team-Kollegen Nick Yelloly gewann er den ersten Lauf auf dem Red Bull Ring. Im Gesamtklassement wurde er 18.
Skoog fuhr sein erstes Langstreckenrennen 2015 beim 24-Stunden-Rennen von Dubai mit einem Aston Martin Vantage GT4 und wurde Sechster in der SP3-Wertung. Danach ging er 2016, 2018 und 2022 in der 24H Series und 24H GT Series zu vereinzelten Rennen an den Start.